# Whitmore Lake (Míchigan)
Whitmore Lake es un lugar designado por el censo ubicado en el condado de Washtenaw en el estado estadounidense de Míchigan. En el Censo de 2010 tenía una población de 6423 habitantes y una densidad poblacional de 468,8 personas por km².

## Geografía
Whitmore Lake se encuentra ubicado en las coordenadas 42°25′20″N 83°45′10″O / 42.42222, -83.75278. Según la Oficina del Censo de los Estados Unidos, Whitmore Lake tiene una superficie total de 13.7 km², de la cual 10.91 km² corresponden a tierra firme y (20.38%) 2.79 km² es agua.

## Demografía
Según el censo de 2010, había 6423 personas residiendo en Whitmore Lake. La densidad de población era de 468,8 hab./km². De los 6423 habitantes, Whitmore Lake estaba compuesto por el 95.53% blancos, el 0.98% eran afroamericanos, el 0.5% eran amerindios, el 0.59% eran asiáticos, el 0% eran isleños del Pacífico, el 0.58% eran de otras razas y el 1.82% pertenecían a dos o más razas. Del total de la población el 2.34% eran hispanos o latinos de cualquier raza.